# 吉智首
吉 智首（きち の ちしゅ/ちす/おびと）は、奈良時代の貴族・医師。名は知須とも表記する。氏姓は吉（無姓）のち吉田連。典薬頭・吉宜の近親か。官位は従五位下・出雲介。

## 経歴
元正朝の養老3年（719年）従五位下に叙爵する。
聖武朝の神亀元年（724年）に一族の吉宜と共に吉（無姓）から吉田連に改氏姓している。平城京の田村里に居住していたことから吉田と称したとされる。また、時期は不明ながら出雲介に任ぜられた。没年は不詳だが、『懐風藻』によれば享年68とされる。
『懐風藻』に『七夕』と題する漢詩作品1首が収録されている。

## 官歴
注記のないものは『続日本紀』による。
- 時期不詳：正六位上
- 養老3年（719年） 正月13日：従五位下
- 神亀元年（724年） 5月13日：吉（無姓）から吉田連に改姓
- 時期不詳：出雲介[2]